# Babessa
Babessa (ou Ba Bessa) est un village du Cameroun situé dans le département de la Bénoué et la Région du Nord. Il fait partie du lamidat et de la commune de Dembo.

## Population
Lors du recensement de 2005, 506 habitants y sont dénombrés.